# Duca di Cadaval
I duchi di Cadaval traggono la loro origine in Dom Alvaro di Braganza, signore di Tentúgal, Póvoa, Buarcos e Cadaval, quarto figlio maschio di Dom Ferdinando I, II duca di Braganza. Dom Álvaro sposò Dona Filippa de Melo, la ricca figlia ed erede di Rodrigo Afonso de Melo, I conte di Olivenza.
Il titolo fu creato il 26 aprile 1648, da re Giovanni IV del Portogallo per il suo lontano cugino, Dom Nuno Álvares Pereira de Melo (1638–1727), che era già III marchese di Ferreira e V conte di Tentúgal.

## Duchi di Cadaval
1. Nuno Álvares Pereira de Melo (1638–1727)
2. Luís Ambrósio Álvares Pereira de Melo (1679–1700)
3. Jaime Álvares Pereira de Melo (1684–1749)
4. Nuno Caetano Álvares Pereira de Melo (1741–1771)
5. Miguel Caetano Álvares Pereira de Melo (1765–1808)
6. Nuno Caetano Álvares Pereira de Melo (1799–1837)
7. Maria da Piedade Álvares Pereira de Melo (1827–1859)
8. Jaime Segismundo Álvares Pereira de Melo (1844–1913)
9. Nuno Maria José Caetano Álvares Pereira de Melo (1888–1935)
10. Jaime Álvares Pereira de Melo (1913–2001)
11. Diana Álvares Pereira de Melo (1978- )

## Altri titoli
- Conte di Tentúgal (nel 1504, da re Manuele I del Portogallo);
- Marchese di Ferreira (nel 1533, da re Giovanni III del Portogallo).